# Frank Lloyd Wrights byggnader
Frank Lloyd Wrights byggnader (engelska: Frank Lloyd Wright Buildings) är sedan 2019 ett av USA:s världsarv. En förslag om byggnader ritade av arkitekten Frank Lloyd Wright skrevs in som tentativt världsarv 2008. Förslaget omfattande ursprungligen 10 byggnader men 2011 lades ytterligare en byggnad till, innebärande totalt elva byggnader, fördelade på sju delstater. År 2018 omarbetades förslaget till att omfatta åtta byggnader. År 2019 godkändes det omarbetade förslaget av Unesco och de åtta byggnaderna skrevs in som ett världsarv.
De byggnader som ingår i världsarvet är:
- Unity Temple, Oak Park, Illinois
- Frederick C. Robie House, Chicago, Illinois
- Hollyhock House, Los Angeles, Kalifornien
- Taliesin, Spring Green, Wisconsin
- Fallingwater, Mill Run, Pennsylvania
- Herbert and Katherine Jacobs House, Madison, Wisconsin
- Taliesin West, Scottsdale, Arizona
- Solomon R. Guggenheim Museum, New York, New York

I det tentativa världsarvet (innan omarbetningen 2018) ingick även:
- S. C. Johnson & Son, Inc., Administration Building and Research Tower, Racine, Wisconsin
- Price Tower, Bartlesville, Oklahoma
- Marin County Civic Center, San Rafael, Kalifornien